# Aun le Vieux
Pour les articles homonymes, voir Aun.
Aun le Vieux (en vieux norrois : Aunn inn gamli, et en latin : Auchun), également connu sous le nom de Ane, On, One ou encore Aukun (né en 509 à Gamla Uppsala et mort au même endroit), est un roi légendaire de Suède du VIe siècle appartenant à la dynastie des Ynglingar.
Contemportain de l'âge de Vendel, il est le fils de Jörund et le père d'Egil.

## Biographie
D'après la Saga des Ynglingar, c'est un roi de tempérament paisible.
Lorsque le Danois Halfdan le Grand envahit ses terres, il s'enfuit chez les Gauts du Västergötland et y reste pendant 25 ans. Il ne retourne à Gamla Uppsala qu'après la mort de Halfdan, à l'âge de soixante ans. Afin de prolonger sa vie, il sacrifie son fils à Odin, qui lui accorde 60 ans de vie supplémentaires.
Vingt-cinq ans plus tard, Aun est à nouveau contraint de fuir son royaume devant l'arrivée d'Ale le Fort, le cousin de Halfdan. Encore une fois, il reste en exil pendant 25 ans dans le Västergötland, jusqu'au meurtre d'Ale par Starkad le Vieux. De retour sur le trône, il sacrifie un deuxième fils à Odin, qui lui promet alors dix années de vie supplémentaires pour chaque fils qu'il lui sacrifiera.
Aun sacrifie ainsi neuf de ses dix fils à Odin, tandis que l'âge le réduit de plus en plus à l'impotence. Son peuple refuse de le laisser sacrifier son dixième fils Egil, et il finit donc par mourir de vieillesse.

## Famille

### Mariage et enfants
De son union avec Helvor, fille de Helgi Hjörvarðsson, il eut :
- Egil ;
- Neuf autres fils ;
- Sigrid.

## Galerie

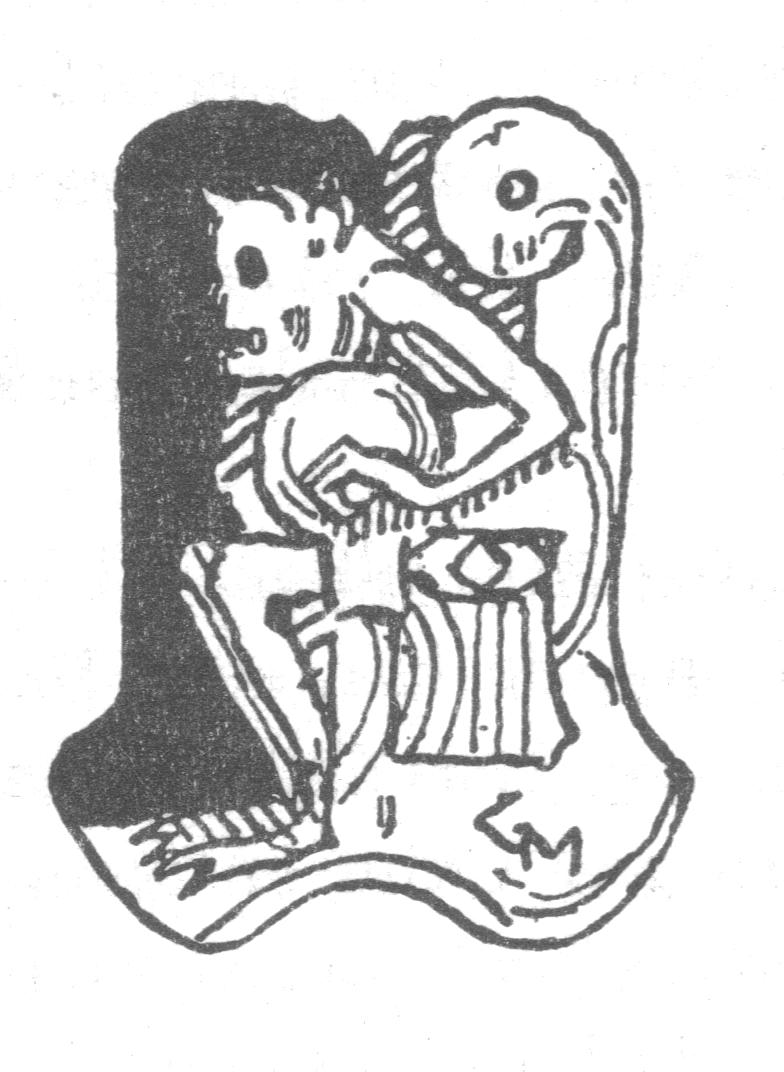
Aun le Vieux, par Gerhard Munthe (1899).
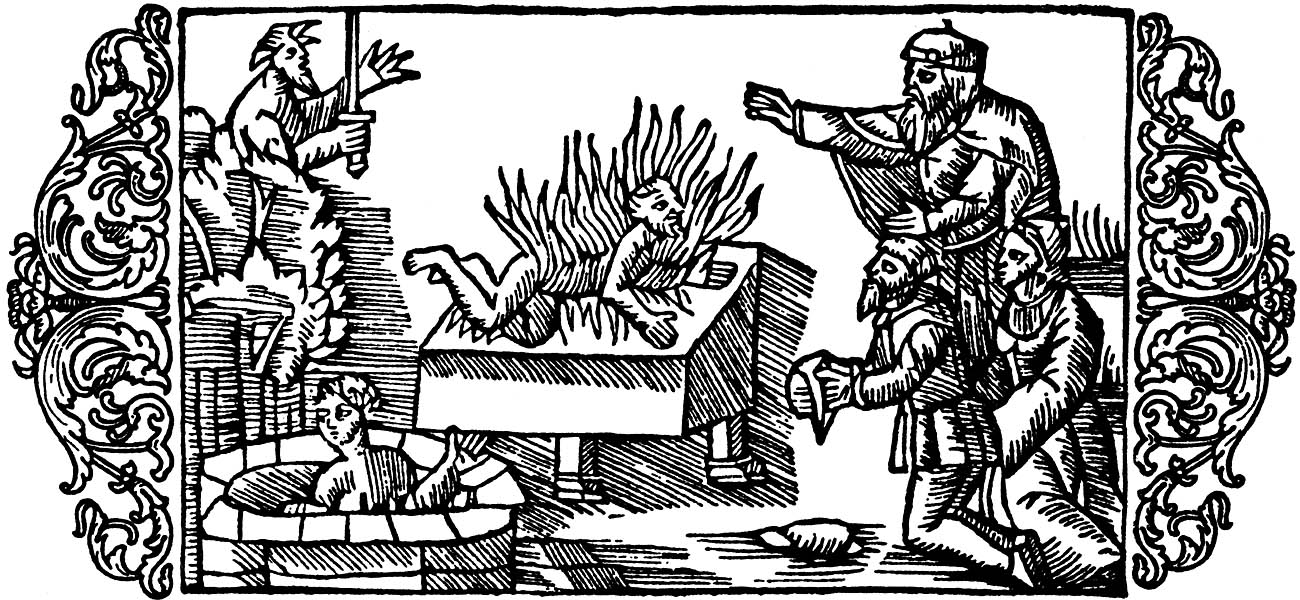
Sacrifice, illustratione d'Olaus Magnus pour son "Historia de gentibus septentrionalibus" (1555).
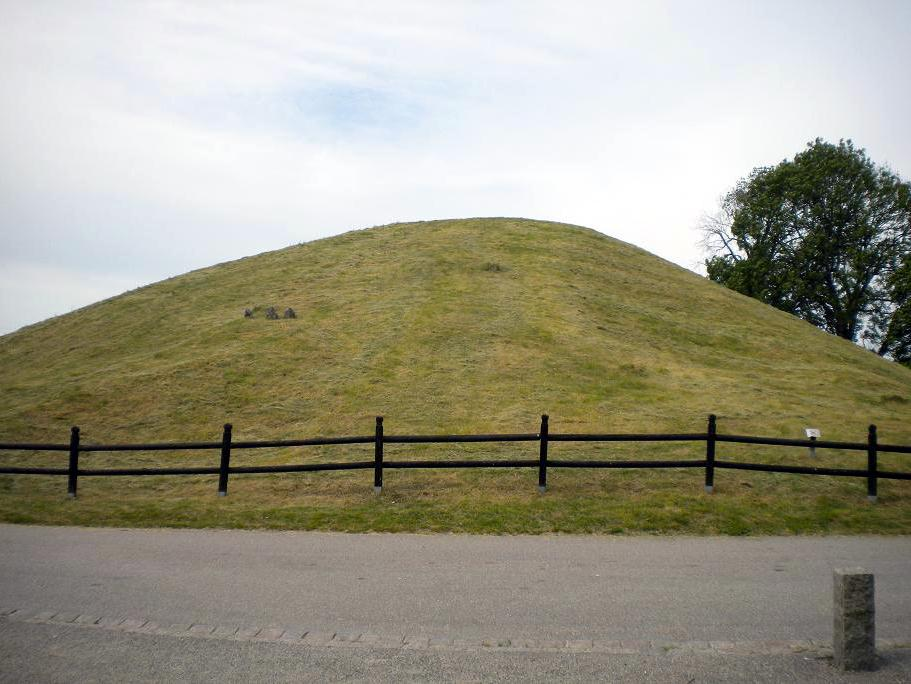
Tumulus près d'Uppsala, tombe supposée du roi Aun.

### Sources
- Snorri Sturluson, La Saga des Ynglingar [détail des éditions].